# Guadalupe Ortiz de Landázuri
Guadalupe Ortiz de Landázuri (12. prosince 1916, Madrid – 16. července 1975, Pamplona) byla španělská profesorka a římská katolička, členka institutu Opus Dei. Katolická církev ji uctívá jako blahoslavenou.

## Život
Narodila se dne 12. prosince 1916 v Madridu rodičům Eulogii Fernández-Heredia a Manuelu Ortiz de Landázuri, jenž pracoval jako voják. Její bratr Eduardo Ortiz de Landazuri (který se stal lékařem a vysokoškolským profesorem) a jeho manželka Laurita Busca Otaegui byli prohlášeni za služebníky Boží a probíhá u nich beatifikační proces.
Díky práci jejího otce se musela roku 1927 se svojí rodinou přestěhovat do města Tetuán v Maroku. Roku 1932 se vrátila do Madridu, kde absolvovala střední školu. Roku 1933 začala studovat chemii na Univerzitě v Madridu.
Dne 8. září 1936 byl během španělské občanské války zastřelen její otec. Poté žila až do konce války se svojí matkou ve městě Valladolid.
Roku 1940 dokončila studium na univerzitě a začala vyučovat na Francouzském lyceu v Madridu. Roku 1944 se seznámila se sv. Josemaríou Escrivá de Balaguer a tentýž rok vstoupila do jím založeného institutu Opus Dei. Roku 1950 odjela do Mexika, aby zde šířila Opus Dei. Roku 1956 odjela do Říma, kde žila do roku 1958, kdy se vrátila do Madridu, kde začala roku 1962 vyučovat.
Dne 1. července 1975 podstoupila operaci, při které utrpěla respirační selhání, na které dne 16. července 1975 ve městě Pamplona zemřela. Zde byla také pohřbena, avšak roku 2018 byly její ostatky převezeny do Madridu.

## Úcta
Její beatifikační proces započal dne 3. listopadu 2001, čímž obdržela titul služebnice Boží. Dne 4. května 2017 ji papež František podepsáním dekretu o jejích hrdinských cnostech prohlásil za ctihodnou. Dne 8. června 2018 byl potvrzen zázrak na její přímluvu, potřebný pro její blahořečení.
Blahořečena pak byla dne 18. května 2019 v Madridu. Obřadu předsedal jménem papeže Františka kardinál Giovanni Angelo Becciu. V tento den je také připomínána její památka.